# John Baptist Odama
John Baptist Odama (ur. 29 czerwca 1947 w Riki-Oluku) – ugandyjski duchowny katolicki, arcybiskup Gulu w latach 1999-2024.

## Życiorys
Święcenia kapłańskie otrzymał 14 grudnia 1974.

## Episkopat
23 lutego 1996 papież Jan Paweł II mianował go diecezji Nebbi. Sakry biskupiej udzielił mu 26 maja 1996 ówczesny arcybiskup Kampali - Emmanuel Wamala.
2 stycznia 1999 został mianowany biskupem ordynariuszem archidiecezji Gulu.
22 marca 2024 papież Franciszek przyjął jego rezygnację z urzędu złożoną ze względu na wiek. 